# 広浜線

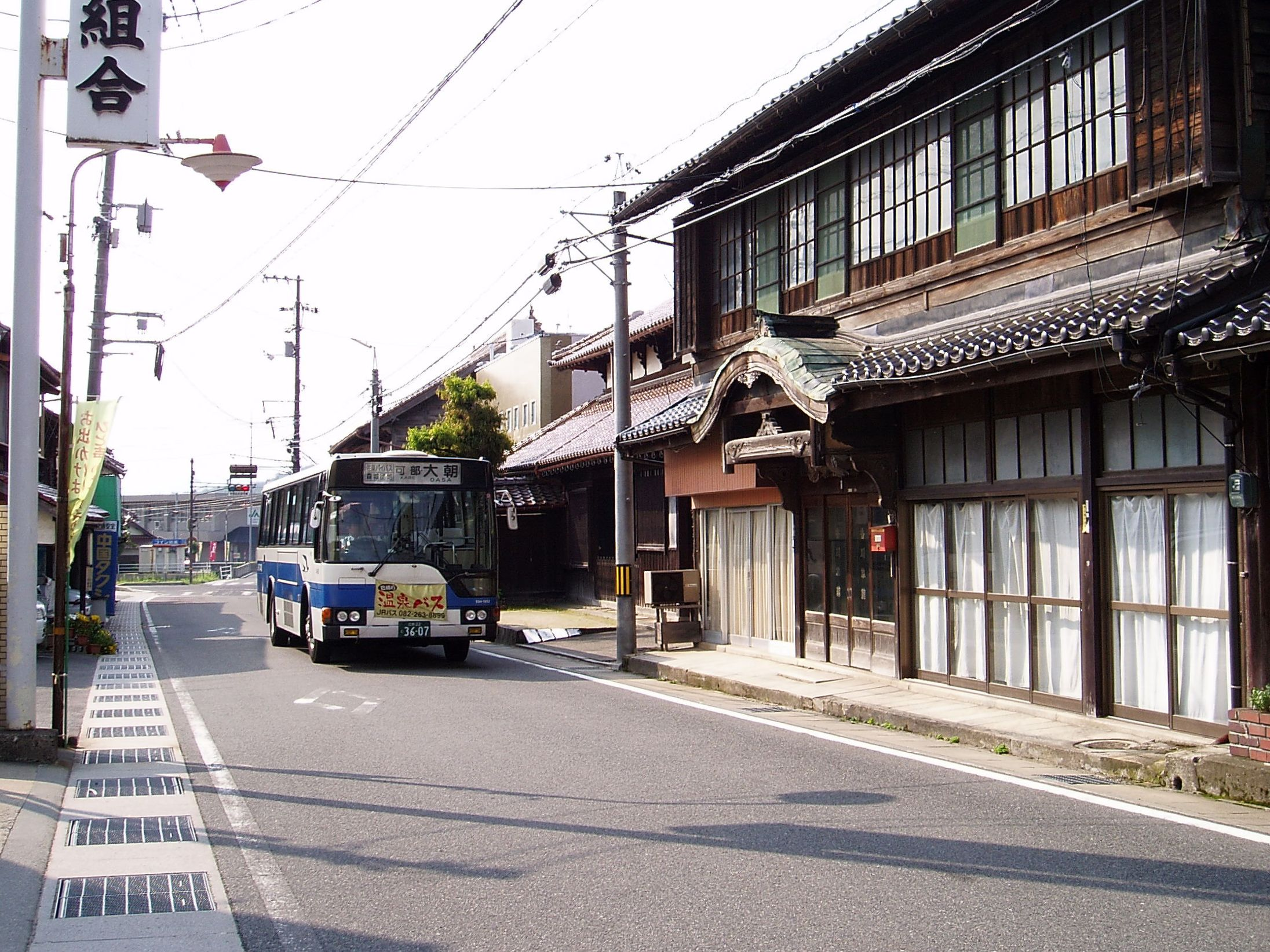
広浜線（大朝付近）

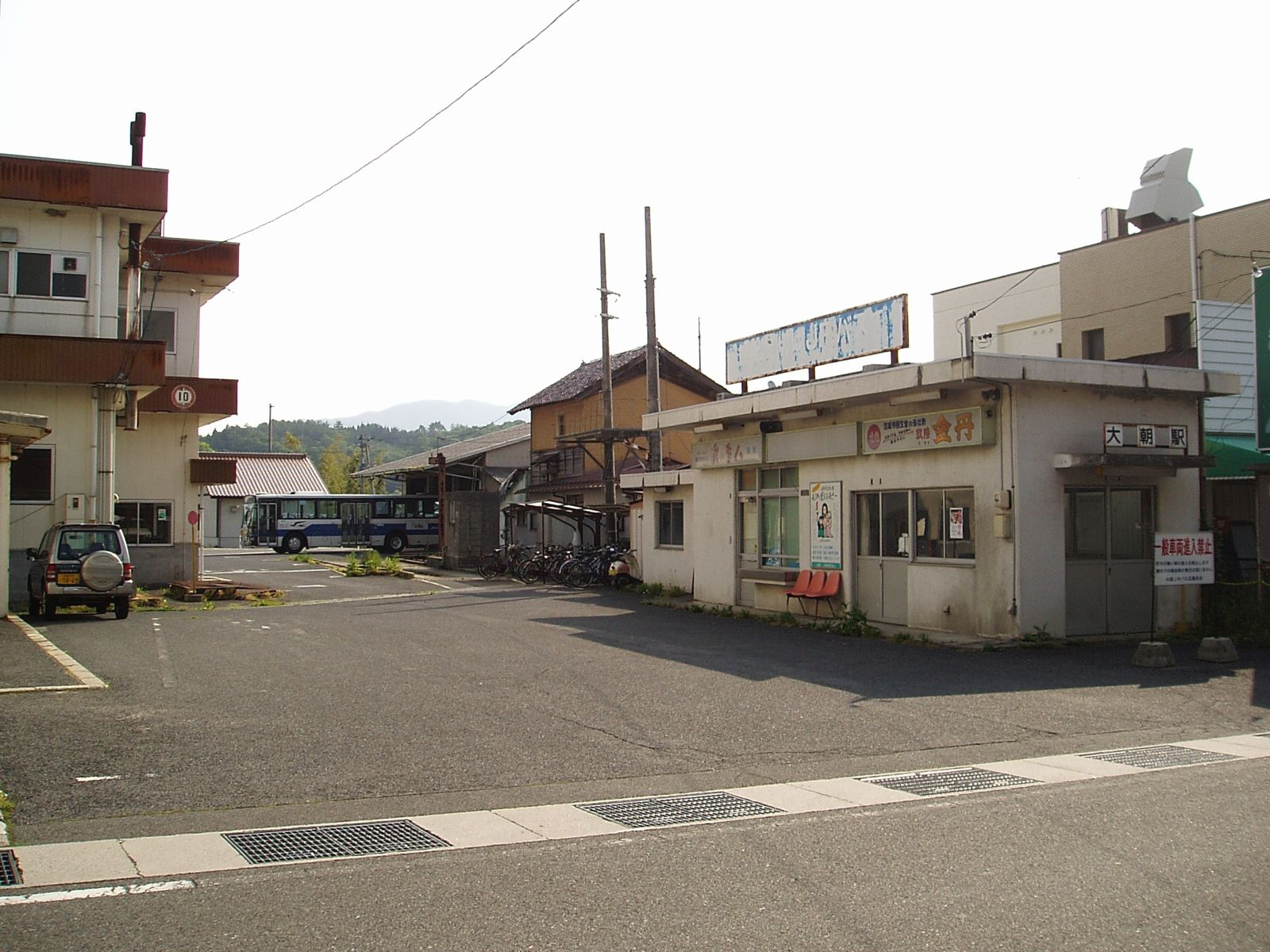
大朝支所

広浜線（こうひんせん）は、中国ジェイアールバスが運行していた自動車路線である。

## 概要
日本国有鉄道自動車局（国鉄バス）の路線を起源とし、その事業を承継した西日本旅客鉄道（JR西日本）を経て、同社のバス事業を分社化した中国ジェイアールバスが運行を担っていた。かつては「鉄道線の短絡」という使命を持ち、旧千代田町・大朝町経由で広島県広島市と島根県浜田市を結ぶ幹線であった。1934年9月に広島浜田間の直通バスとなった時点では、120kmを走破する広浜本線は当時としては有数の長距離バス路線であった。
第二次世界大戦が終結した後の1948年には急行便の運行が開始されたが、国鉄バスでは初めて急行料金制が導入された。1952年には夜行便として「明星号」の運行が開始された。未舗装路も残る山間部を経由する自動車路線における夜行便という点で特筆されるが、この時の経験が、「ドリーム号」の夜行ワンマン運行の実現につながったという。夜行便は1962年8月に一旦は廃止されるが、1985年から数年間、浜田3:40発で広島駅新幹線口に7:13に到着、広島駅新幹線口22:10発に広島を出発して翌1:54に浜田到着のいわゆる「半夜行」と通称される全区間一般道経由の長距離普通便として再開された。
浜田自動車道の開通まで経由していた県境の三坂峠は狭隘で約100箇所のカーブがあるという曲がりくねった山道で、人気の全くない場所だった。観光バス仕様の11m車がやっと通過できる程度の道を、豪快なハンドルさばきであまり速度を落とさずに走り抜けていくことから、車体の色から「青い暴走族」という異名がついたという。
浜田自動車道の開通後、陰陽連絡路線としての使命は高速バス「いさりび号」に引き継がれることになり、浜田と広島の間の所要時間は2時間程度に短縮された。その後、広浜本線の普通便運行区間は縮小し続け、広島県内運行の広浜本線の普通便の使命は地域路線へと変化している。
その後も運行し続けていたが、北広島町、広島市、広島県との協議との結果、財政状況の厳しさなどにより継続な補助を受けることができない事になり2023年の3月末をもって全区間廃止する事が決まった。
廃止後、代替路線として広島交通の可部千代田線が運行を開始し、区間が事実上可部駅前～千代田～八重有間に短縮されることとなった。
千代田～大朝間は既存の大朝交通が代替として運行している。

## 事業所
- 広島支店
- 広島支店大朝車庫
  - 広島駅 - 大朝車庫
  - 広島駅 - 星ヶ丘
  - 広島駅 - 鈴張
  - 広島文教大学入口 - 大朝車庫
  - 広島文教大学入口 - 星ヶ丘
  - 千代田インター - 大朝車庫
- 広島支店浜田派出所
  - 広島駅新幹線口 - 浜田駅（高速広浜線）

## 沿革
- 1919年（大正8年）：浜田にあった川崎旅館が個人経営で旅館前から今市までの乗合自動車路線を開設。その後、事業をS・H自動車株式会社に売却。路線を浜田広島間に延伸。[6]。
- 1934年（昭和9年）
  - 3月26日：省営自動車広浜本線 広島 - 亀山北口間が開業する[7][8]。
  - 6月16日：亀山北口から大朝まで延伸される[9]。
  - 9月1日：経営不振に陥ったS・H自動車が路線の運行権を鉄道省に譲渡。大朝から浜田港まで延伸される[10]。
- 1937年（昭和12年）12月18日：坂本峠（現在の浜田市旭町）にて事故が発生。およそ40名が死傷。
- 1948年（昭和23年）
  - 6月：急行便2往復の運行を開始する。
  - 9月10日：石見今市の営業範囲を一般運輸営業に変更する。
  - 12月26日：石見今市 - 和田本郷間の支線が開業する。
- 1952年（昭和27年）5月：夜行便「明星号」の運行を開始する。
- 1954年（昭和29年）：有料道路で改修された幕ノ内峠を経由するようになる。
- 1962年（昭和37年）8月：夜行便を廃止する。マイクロバスによる特急ワンマンカーの運行を開始する。
- 1964年（昭和39年） - マイクロバスの運行を中止する。
  - 10月9日：横川 - 七軒茶屋前間を廃止する。
  - 10月10日：停車場新設および横川 - 安芸今津 - 七軒茶屋前間が開業する。
- 1981年（昭和56年）3月1日：金城町今福にて事故が発生。運行中のバスが凍結路によりスリップし対向から来たトラックと衝突。29名負傷。
- 1985年（昭和60年）：新幹線連絡を目的とした半夜行便の運行を開始する。
- 1989年（平成元年）12月10日：浜田道旭IC - 浜田IC間の開通に伴い、特急便を国道186号、県道５号経由から浜田道経由に変更
- 1990年（平成2年）3月14日：広島 - 浜田間にG特急（停車駅は広島新幹線口、広島バスセンター、バイパス八重、大朝、石見今市、浜田）2往復の運行を開始する。
- 1991年（平成3年）12月8日：浜田自動車道開通にともないいさりび号が運行開始され、都市間連絡の役割を事実上失う。県境の上大塚 - 瑞穂IC入口間を廃止する。
- 1998年（平成10年）2月3日：広島駅の発着場が新幹線口から南口に変更する。安芸線からの直通系統の運行を開始する。
- 1999年（平成11年）4月1日：安芸線との直通便、森城団地を経由しない槇原橋経由および川本線への直通普通便を全廃し、半数の便を文教女子大前発に短縮する。
- 2003年（平成15年）
  - 4月1日：島根県側の浜田 - 瑞穂IC入口を廃止する（石見交通が路線を承継）。
  - 4月30日：新大朝駅が完成し乗り入れを開始するとともに、従来の大朝駅は大朝車庫となり駅機能を停止する。
- 2005年（平成17年）7月1日：広島 - 大田市・江津の特急バス廃止に伴い千代田IC - 大朝車庫間の区間便を運行開始する。
- 2007年（平成19年）12月3日：従来の可部駅前バス停を可部駅西口広場に移設し、乗り入れを開始する。
- 2008年（平成20年）
  - 1月26日：ICカード乗車券『PASPY』当路線での供用を開始する。
  - 3月：JR西日本発行のICカード乗車券『ICOCA』当路線での供用を開始する。
- 2021年（令和3年）4月1日：ダイヤ改正により、千代田IC - 大朝車庫間の区間便が廃止となる(大朝交通大朝千代田線で代替)。
- 2023年  (令和5年)  4月1日：全区間廃止、同日に広島交通に移管(可部駅前～千代田～八重有間に短縮)

## 廃止直前までの運行系統
2014年11月10日より順次導入される広島都市圏及びその周辺のバス事業者共通の系統番号が割り振られ、74号線だった。
PASPY定期券は広電バス、広島バス、広島交通、芸陽バス、備北交通、エイチ・ディー西広島（ボン・バス）との並行区間で相互利用可能となっている。
（停留所名）は一部の便のみ停車。<停留所名/停留所名>はどちらかを経由。
- 大朝発着系統（広島駅への便は快速便）(大朝線のみ、上下線とも広島バスセンター、八丁堀経由）
  - 74H（上り）・74-4（下り） 広島駅 - 八丁堀 - 広島バスセンター - 横川 - 祇園出張所前 - 下古市 - 古市小学校前 - 佐東出張所前 - 広島文教大学入口 - 可部 - 可部上市 - 上大毛寺 - 上勝木 - 飯室 - 森城団地入口 - 森城団地中央 - 鈴張 - 千代田IC - 安芸新庄 - 大朝駅 - 大朝車庫
    - 74（上り）・74-4（下り） 広島文教大学入口・森城団地入口・千代田IC - 大朝車庫間の区間便あり。
- 鈴張・星が丘発着系統（広島方面は紙屋町経由で、鈴張・星が丘方面は広島バスセンター経由）
  - 74H（上り）・74-3（下り） 広島駅 - 八丁堀 - <広島バスセンター/紙屋町> - 横川 - 祇園出張所前 - 下古市 - 古市小学校前 - 佐東出張所前 - 広島文教大学入口 - 可部 - 可部上市 - 上大毛寺 - 上勝木 - 飯室 - 森城団地入口 - 森城団地中央 - 鈴張
  - 74H（上り）・74-6（下り） 広島駅 - 八丁堀 - <広島バスセンター/紙屋町> - 横川 - 祇園出張所前 - 下古市 - 古市小学校前 - 佐東出張所前 - 広島文教大学入口 - 可部 - 可部上市 - 上大毛寺 - 上勝木 - 飯室 - 森城団地入口 - 森城団地中央 - 星が丘 - 譲羽団地入口

## 廃止路線
- 広浜本線
  - 浜田駅 - 下佐野 - 石見今福 - 美又温泉口 - 石見今市 - 坂本 - 都川 - 越木 - 石見市木 - 丸瀬橋 - 大朝 - 八重 - 明神峠 - 鈴張 - 飯室 - 可部中央 - 可部駅前 - 祇園出張所前 - 横川駅前 - 広瀬町 - 広島バスセンター - 八丁堀 - 広島駅 - 広島駅新幹線口
- 雲城線
  - 雲城口 - 金城中学校前 - 雲城
- 美又線
  - 美又温泉口 - 美又温泉 - 追原
- 柚根線
  - 久佐郷口 - 浄光寺前
- 木田線
  - 旭インター入口 - 旭温泉- 木田
- 和田線
  - 石見今市 - 和田本郷- 中戸川

## 備考
- 1998年2月3日から1999年3月31日までの1年ほどの間、安芸線と広浜線、雲芸南線との直通便が運行された。広浜線の場合は海田車庫 - 大朝、海田車庫 - 鈴張、海田車庫 - 星が丘、鯛尾 - 鈴張の4系統だったが、渋滞ポイントの大州付近などで大幅な遅れを出して広島バスセンターに乗り入れてくるために不評だった。また、遅れを取り戻すためにバスセンターの乗り場に割り込むように乗り入れて、本来その時間に発着する便が乗り場に入れないなどの事態が発生した。

## 注記
1. ↑  バスラマ・インターナショナル24号「特集・国鉄～名神 東名・名神ハイウェイバス」p37
2. 1 2  種村直樹「さよなら国鉄最長片道きっぷの旅」（1987年・実業之日本社）p72-73
3. ↑  バスジャパン・ハンドブックシリーズ5「中国ジェイアールバス」p20
4. ↑  “広島駅と大朝地域結ぶバス路線広浜線、90年の運行に幕 利用者減少で | 中国新聞デジタル”. 広島駅と大朝地域結ぶバス路線広浜線、90年の運行に幕　利用者減少で | 中国新聞デジタル. 2023年4月3日閲覧。
5. ↑  “中国ジェイアールバス広浜線の再編について” (PDF).   北広島町. 2023年3月19日時点のオリジナルよりアーカイブ。2023年3月7日閲覧。
6. ↑  旭町誌
7. ↑  「鉄道省告示第107号」『官報』1934年3月23日（国立国会図書館デジタルコレクション）
8. ↑  『全国乗合自動車総覧』（国立国会図書館デジタルコレクション）
9. ↑  「鉄道省告示第263号」『官報』1934年6月15日（国立国会図書館デジタルコレクション）
10. ↑  「鉄道省告示第405号」『官報』1934年8月30日（国立国会図書館デジタルコレクション）
11. ↑  “広島県バス協会　路線バス”.   広島県バス協会. 2018年6月10日閲覧。
12. ↑  “共通定期券制度開始のお知らせ”.   中国ジェイアールバス (2018年6月29日). 2018年7月15日閲覧。